# Saison 35 des Mystères de l'amour
Chronologie
Saison 34 Saison 36
Cet article présente la trente-cinquième saison de la série télévisée française Les Mystères de l'amour, diffusée à partir du 11 août 2024.									

## Distribution

### Acteurs principaux (dans l’ordre d’apparition au générique)
(Les épisodes 20 à 22 étaient sans générique)
- Hélène Rollès : Hélène Vernier
- Patrick Puydebat : Nicolas Vernier
- Elsa Esnoult : Fanny Greyson Roquier
- Sébastien Roch : Christian Roquier
- Laly Meignan : Laly Polleï
- David Proux : Étienne
- Laure Guibert : Bénédicte Breton
- Tom Schacht : Jimmy Werner
- Isabelle Bouysse : Jeanne Garnier
- Cathy Andrieu : Cathy Da Silva
- Carole Dechantre : Émilie « Ingrid » Soustal
- Macha Polikarpova : Olga Poliarva
- Lakshan Abenayake : Rudy Ayake

### Acteurs récurrents
- Marjorie Bourgeois : Le capitaine Stéphanie Dorville
- Frank Delay : Pierre Roussell
- Jean Luc Voyeux : Le lieutenant Claude Guéant
- Angèle Vivier : Aurélie Breton
- Marion Huguenin : Chloé Girard
- Julie Chevallier : Béatrice Goutolescou
- Benoît Dubois : Victor Sanchez, cousin de Hugo
- Elliot Delage : Julien Da Silva
- Jean Baptiste Sagory : Sylvain Potier
- Richard Pigois : John Greyson
- Hélène Julie Renard : Alexandre "Alex" Pottier, cousine de Sylvain
- Charlène François : Sophie Grangier
- Guillaume Gronnier-Henouil : Stephane-Guillaume Carrat
- Rochelle Redfield : Johanna McCormick
- Benjamin Cotte : Nicky McAllister Vernier #2
- Stéphane Sacré dit «L'excès»  : Samuel M'Balembale
- Mathilda Delecroix Denquin : Élise Bollet
- Mallaury Nataf : Lola Garnier

- Sandra Lou : Sandra Wolf
- Romain Emon : Le docteur Fabrice Dumont
- Sandrine Sengier Guisier : Tania Milot/Milau ex-codétenue d'Ingrid
- Ifig Brouard : Le lieutenant Thomas Beaulieu
- Anne-Flore Roublique : Adeline, la nouvelle protégée de Christian
- Fiona Deshayes : Le capitaine Fiona Delarue
- Lioudmila Nesterov : Jessica, l’infirmière, amante de Fabrice Dumont
- Claire Thomas : Megane
- Yvan Kereun Appa : Adrian, le zoologiste
- Virginie Théron : Gabriela Matei/Polleï
- Steve Lhommel : Eric Van Goolens
- Fabienne Thibeault : Madame Germaine Chollet, l’amie de la mère d’Ingrid
- Mila Pointet Pousseo : Zoe Vernier, la fille d’Ingrid / Emily et Nicolas #2
- Noé Richard : Niels Vernier, fils d'Hélène et Nicolas  #2
- Thomas Vernant : Vincent
- Cédric Vallet : Bruno, Bénédicte amour d’il y a 30 ans
- Raphaël Trapani : Jérôme Fontant, le fiancé de Fiona
- Romain Baele : Attila, ex de Megane
- Roméo Rocheteau : Tobias, le fils de Pierre, qui est gendarme
- Grégory Defleur : Le docteur Raphaël Bertrand
- Thomas Bergès : Grégory, le connaissance d'Aurélie et Victor, dans un camping en vacances
- Stéphane Meziani : Rachid
- Marie Chevalier : Sabine
- Armand Leroy : Léo Grangier #2
- Candice Gavalon : La lieutenante Églantine Dujardin
- Jérémy Wulc : Jérémy Sibert dit, "Jerry", le policier de la scientifique
- Philippe de Pommereau : Le policier #1 / Le photographe #1
- Mickael Anselmi : Fred, interne en médecine (SR)
- Jérôme Thevenet : Yves Grangier
- Brice Deliry : Daniel, un ami de Vincent
- Virginie Conte : Elodie, la soeur de Vincent
- Tran-Vu Tran : Le lieutenant Robert Long alias Bob
- Frédéric Mancini : Homme de main de Marcello / Kurt Wardom
- Ismael Isma : Terminator, surnommé de boss d’un réseau de drogue, frère de Jamila
- Popi Leva : Magda, la esclave de Gabriella
- Maxime Van Laer : Le docteur Mathieu Higgins, le directeur ADF
- Alice Soyer : Louise Girard, la fille d’Annette et Roger
- Bruno Le Millin : Roger Girard
- Bradley Cole : Brad Holloway
- Vianney Dumay : Le photographe #2
- Magalie Madison : Annette Lampion
- Olivier Quéméner : Olivier Morvan, le journaliste d'INFO France
- Philippe Richardin : Gastounet, le policier, le collègue de Guéant et Stéphanie
- Frédéric Sauterelle : Père Noël
- Mélodie Dubois : Mélody, a nouvelle stagiaire-policier
- Alexandre Serret : David Polleï #2
- Philippe Layani : Robert, le réalisateur
- Grégory Cyr : Mickaël, nouveau petit ami de Julien
- Jean Raoul Lacote : Le docteur Georges Meyer
- Jade Mars : Jamila, la petite sœur de "Terminator" du boss d’un réseau de drogue
- John Makabi : Jonathan, le compositeur de Fanny
- Eléonore Blot : Natasha, l'maquilleuse de Fanny en studio
- Dylan Pereira : Le Voleur de John et Pierre #1
- Jean-Baptiste Berthemy  : Le Voleur de John et Pierre #2
- Anna Lucazeau : Juliette Da Silva
- Haydn Krief : Jules Da Silva
- Stephane Roquet : Hutchinson (le faux), le chef de file des forces maléfiques / Chef
- Thalia Le Priellec : Ernestine, une femme, déguisée en mère Noël
- Faustine Lamarre : Julia Da Silva
- Anne Cordin : Magali, une amie de Rudy, la patronne des influenceuses
- Ulysse Combasson : Le livreur du colis piéger
- Elena Shcheglova : Anastasia, la petite amie russe d'Olga #1
- Kevin Ke : Voyou dans un café attaquant Jeanne, Thalia et Ingrid #2
- Lisa Roux : Thalia, la petite sœur de Pierre
- Marie Devaud : Daisy, la journaliste
- Polina Rushe : Svetlana, la petite amie russe d'Olga #2
- Théo Gaternich : Voyou dans un café attaquant Jeanne, Thalia et Ingrid #1
- Walid Ouyahia : Homme de main de Rachid
- Justine Chantry : Jessica l’infirmière (listé par erreur)
- Emmanuel Dorand : Chauffeur impatient et grossier
- Vincent Pietton : Dany Le Boucher, grand frère de Ingrid
- Diane Belleval : Fan de Fanny
- Juliette Waxweiler : Fan de Fanny
- Davy Bellahcene : Voyou sur le parking attaquant Pierre #1
- Lucas Martinelli : Voyou sur le parking attaquant Pierre # 2
- Sarah Boujdi : La jeune femme, connaissance de Pierre #1
- Alexis Vandendaelen : Le directeur de la prison, le soupirant de Magda
- Benjamin Witt : Le vendeur de une boutique souvenir
- Kiona Bosse : Fan de Fanny
- Yves Pires : Le gérant de la reconstruction de Watersport
- JB Acteur : Monsieur âgé dans la forêt
- Lou Mokoski : Fan de Fanny
- Patricia Dagmey : Dame âgée dans la forêt
- Amédéo Cazzella : Le bandit au Café de Marcello
- Gaetano Festinese : Marcello
- Nathan Maitre : Jeune gars dans la forêt
- Romy Soulilhac : Jeune fille dans la forêt
- Fabio Gargolini : Pepe Baston
- Moon Sun Tzu : Le journaliste de télévision japonaise
- Alice Mesnil : Valérie, la collègue de Tobias #1
- Mounya de la Villardière : Maryse, la collègue de Tobias #2
- Amélie Bitoun : Mathilde, ex de Pierre
- Julien Celette : Rolland
- Christophe Dupuis : Mec 3 Le agresseur de Jeanne #1
- Aurélien Luzeux : Mec 2 Le agresseur de Jeanne #2
- Thomas Espinera : Bernard Montel Négociateur
- Alexandre Cordier : Clovis, ex de Megane
- Camille Raymond : Justine Girard Couturier
- Kei Carasena : Diego Polleï de Carvalho #3
- Erwan Kerzenn : Le Maire
- Arnaud Richaud : Le propriétaire du restaurant
- Beverly Bello : La participante à une émission de télé-réalité «La prison des amours»
- William Le Caron : Serge, le barge fou
- Gary Jarny : Le participant à une émission de télé-réalité «La prison des amours»
- Joseph Woerlen : Yvan, le terrible
- Louise Molinaro : Wanda
- Séverine Turgard : Maëva, la productrice
- Emilie Nefnaf : Edith, la teigne

## Production
L'ensemble des épisodes de la saison sont produits par le groupe audiovisuel français JLA, fondé et présidé par Jean-Luc Azoulay.									

## Épisodes
1. Surprise surprises
2. En avant la musique
3. Faute grave
4. La vie est belle
5. Brutale disparition
6. Portrait robot
7. Sauvage !
8. Le silence est d'or
9. Double angoisse
10. Double déclaration
11. Inévitable catastrophe
12. Costa Rica
13. Tel père
14. Vérité rétablie
15. L'intrigante
16. Sous la gorge
17. A couteaux tirés
18. Fatale emprise
19. Sous le charme
20. Si on se mariait à Noël - 1ère partie
21. Si on se mariait à Noël - 2ème partie
22. Si on se mariait à Noël - 3ème partie
23. Retour en arrière
24. Une nouvelle année
25. Bataille d'amour
26. Disparitions en série

## Évolution des audiences

### Globale
| Minimum | 344 000 | Maximum | 613 000 | Moyenne | 434 808 |

En fin d’épisodes 05
| Minimum | 344 000 | Maximum | 613 000 | Moyenne | 440 038 |